# Botou (Burkina Faso)
Botou ist sowohl eine Gemeinde (französisch commune rurale) als auch ein dasselbe Gebiet umfassendes Departement im westafrikanischen Staat Burkina Faso, in der Region Est und der Provinz Tapoa. Die Gemeinde hat 46.959 Einwohner.